# Quodlibet
Ett quodlibet (från latinets quod libet, som det behagar) är en musikalisk satstyp där man framför flera välkända melodier samtidigt ofta i komiskt syfte. Till exempel kan kända sång- eller vismelodier framföras samtidigt i var sin stämma. Quodlibet är en form av polyfon sats och av fri kontrapunkt.
Tekniken finns belagd sedan 1200-talet och var som populärast under 1500- och 1600-talen. Man sjöng i bildade kretsar gärna kanon och quodlibet med sina vänner. Det är känt att Bach gjorde det och ett spår av det har han lämnat efter sig i den sista av Goldbergvariationerna.